# Британско военно гробище (Зейтинлък)
Британското военно гробище (на английски: Salonika (Lembet road) military cemetery) в Зейтинлъка, Солун е създадено през ноември 1915 година по време на Първата световна война до британска военно-полева болница в града. В него са погребани 1 648 британски войници и офицери и 44 българи.

## Български войнишки гробове
- 01. Иван Тр. Младенов, редник от 13-и пехотен полк, починал на 6.10.1916 г., гроб 455
- 02. Стойко Д. Малинов, редник от 13-и пехотен полк, починал на 6.10.1916 г., гроб 526
- 03. Васил Христов, редник от 3-ти пехотен полк, починал на 9.10.1916 г., гроб 541
- 04. Петър П. Шанов, редник от 3-ти пехотен полк, починал на 8.10.1916 г., гроб 542
- 05. Ценко К. Каменов, редник от 3-ти пехотен полк, починал на 12.10.1916 г., гроб 577
- 06. Стойчо Ат. Стойков, редник от 13-и пехотен полк, починал на 12.10.1916 г., гроб 578
- 07. Петър Христов, редник, починал на 15.10.1916 г., гроб 591
- 08. Мончо Ст. Магарев, редник от 54-ти пехотен полк, починал на 2.12.1916 г., гроб 718
- 09. Цветко К. Радулов, редник от 3-ти пехотен полк, починал на 2.12.1916 г., гроб 719
- 10. Йосиф З. Сталичевски, подпоручик от 34-ти пехотен полк, починал на 14.12.1916 г., гроб 729
- 11. Димитър Гарванов, редник от 64-ти пехотен полк, починал на 30.10.1916 г., гроб 752
- 12. Серафим Ст. Ризов, редник от 54-ти пехотен полк, починал на 15.04.1917 г., гроб 958
- 13. Коста Ст. Арнаутски, редник от 54-ти пехотен полк, починал на 22.03.1917 г., гроб 1002
- 14. Цветко С. Доков, редник от 17-и пехотен полк, починал на 7.06.1917 г., гроб 1063
- 15. Петър Н. Генов, редник от 54-ти пехотен полк, починал на 17.06.1917 г., гроб 1081
- 16. Злати П. Вуков, редник от 54-ти пехотен полк, починал на 1.07.1917 г., гроб 1082
- 17. Стефан Лазаров, редник от 22-ри пехотен полк, починал на 26.07.1917 г., гроб 1108
- 18. Санде Н. Джамбазки, ефрейтор от 54-ти пехотен полк, починал на 18.07.1917 г., гроб 1111
- 19. Никола Ст. Ватахов, редник от 54-ти пехотен полк, починал на 15.03.1917 г., гроб 1151
- 20. Юрдан З. Беличинов, редник от 14-и пехотен полк, починал на 28.08.1917 г., гроб 1157
- 21. Митър Хр. Петрин, редник от 34-ти пехотен полк, починал на 28.08.1917 г., гроб 1158
- 22. Никола Ат. Дюлгерски, редник от 14-и пехотен полк, починал на 24.09.1917 г., гроб 1209
- 23. Иван Т. Илиев, редник от 85-и пехотен полк, починал на 28.09.1917 г., гроб 1211
- 24. Яким А. Войнов, старши подофицер от 14-и пехотен полк, починал на 12.10.1917 г., гроб 1224
- 25. Никола Г. Кочев, редник от 3-ти пехотен полк, починал на 19.10.1917 г., гроб 1236
- 26. Петър Бл. Лейчинов, редник от 54-ти пехотен полк, починал на 24.11.1917 г., гроб 1289
- 27. Заре В. Иванчев, редник от 14-и пехотен полк, починал на 4.12.1917 г., гроб 1303
- 28. Борис П. Мончев, редник от 54-ти пехотен полк, починал на 20.12.1917 г., гроб 1319
- 29. Никола Хр. Шавков, редник от 54-ти пехотен полк, починал на 30.12.1917 г., гроб 1328
- 30. Александър М. Пешов, редник от 54-ти пехотен полк, починал на 2.02.1918. г., гроб 1358
- 31. Яким К. Тютюнов, редник от 68-и пехотен полк, починал на 10.02.1918 г., гроб 1364
- 32. Минко Хр. Минков, подпоручик от 62-ри пехотен полк, починал на 12.04.1918 г., гроб 1397
- 33. Стоил П. Атанасов, ефрейтор от 54-ти пехотен полк, починал на 5.05.1918 г., гроб 1404
- 34. Стоян Атанасов, редник от 54-ти пехотен полк, починал на 29.05.1918 г., гроб 1415
- 35. Христо Карабашки, редник от 14-и пехотен полк, починал на 19.06.1918 г., гроб 1424
- 36. Яким Г. Янев, редник от 34-ти пехотен полк, починал на 3.09.1918 г., гроб 1564А
- 37. Тано М. Ташков, редник от 64-ти пехотен полк, починал на 7.08.1918 г., гроб 1478
- 38. Иван М. Якобарски, редник от 14-и пехотен полк, починал на 29.08.1918 г., гроб 1498
- 39. Димитър Г. Инлигийски, редник от 14-и пехотен полк, починал на 31.08.1918 г., гроб 1500
- 40. Петър З. Йовев, редник от 22-ри пехотен полк, починал на 2.09.1918 г., гроб 1504
- 41. Георги Петров, редник от 58-и пехотен полк, починал на 6.10.1918 г., гроб 1559
- 42. Георги Петров, редник от 17-и артилерийски полк, починал на 5.10.1918 г., гроб 1560
- 43. Димитър Стойчевич, редник от транспортна рота, починал на 11.10.1918 г., гроб 1578
- 44. Никола Ан. Николов, редник от 5-и пехотен полк, починал на 15.10.1918 г., гроб 1583[2]